# Bahnstrecke Hamilton-Wenham–Conomo
| Streckenlänge: | 9,45 km              |                                         |                                         |
| Spurweite: | 1435 mm (Normalspur) |                                         |                                         |
| |                      |                                         |                                         |
| Gesellschaft: | zuletzt BM           |                                         |                                         |
| \| \| \| von Boston \| \| \| \| 0,00 \| Hamilton-Wenham MA \| Hamilton-Wenham MA \| \| \| \| nach Portsmouth \| \| \| \| 1,92 \| Miles River \| Miles River \| \| \| 4,02 \| Woodbury’s \| Woodbury’s \| \| \| \| Bay State Street Railway (Essex Street) \| \| \| \| 6,21 \| Centennial Grove \| Centennial Grove \| \| \| 7,42 \| Essex Falls \| Essex Falls \| \| \| 8,55 \| Essex MA \| Essex MA \| \| \| \| Anschluss Schiffswerft \| \| \| \| \| Essex River \| \| \| \| 9,45 \| Conomo \| Conomo \| |                      |                                         |                                         |
| Strecke |                      | von Boston                              | von Boston                              |
| Haltepunkt / Haltestelle | 0,00                 | Hamilton-Wenham MA                      | Hamilton-Wenham MA                      |
| Abzweig ehemals geradeaus und nach links |                      | nach Portsmouth                         | nach Portsmouth                         |
| Haltepunkt / Haltestelle (Strecke außer Betrieb) | 1,92                 | Miles River                             | Miles River                             |
| Haltepunkt / Haltestelle (Strecke außer Betrieb) | 4,02                 | Woodbury’s                              | Woodbury’s                              |
| Kreuzung (Strecken außer Betrieb) |                      | Bay State Street Railway (Essex Street) | Bay State Street Railway (Essex Street) |
| Haltepunkt / Haltestelle (Strecke außer Betrieb) | 6,21                 | Centennial Grove                        | Centennial Grove                        |
| Haltepunkt / Haltestelle (Strecke außer Betrieb) | 7,42                 | Essex Falls                             | Essex Falls                             |
| Bahnhof (Strecke außer Betrieb) | 8,55                 | Essex MA                                | Essex MA                                |
| Abzweig geradeaus und nach links (Strecke außer Betrieb) |                      | Anschluss Schiffswerft                  | Anschluss Schiffswerft                  |
| Brücke über Wasserlauf (Strecke außer Betrieb) |                      | Essex River                             | Essex River                             |
| Kopfbahnhof Streckenende (Strecke außer Betrieb) | 9,45                 | Conomo                                  | Conomo                                  |

Die Bahnstrecke Hamilton-Wenham–Conomo (auch Essex Branch) ist eine Eisenbahnstrecke im Essex County in Massachusetts (Vereinigte Staaten). Sie ist 9,45 Kilometer lang und verbindet die Städte Hamilton und Essex. Die normalspurige Strecke ist stillgelegt.

## Geschichte
Beim Bau der Hauptstrecke Boston–Portsmouth der Eastern Railroad war die Stadt Essex ohne Eisenbahnanschluss geblieben. Mitte des 19. Jahrhunderts hatte sich hier jedoch eine Schiffswerft sowie einige Kleinindustrie angesiedelt, sodass eine Schienenanbindung benötigt wurde. Zu diesem Zweck wurde am 22. April 1869 die Essex Branch Railroad Company gegründet, die 1871 formal aufgestellt wurde und unverzüglich mit den Bauarbeiten begann. Am 1. Juli 1872 ging die Strecke von Hamilton&Wenham bis Essex in Betrieb. Die Betriebsführung oblag der Eastern Railroad, die am 3. Oktober des Jahres die Bahngesellschaft kaufte.
Ab 1884 führte die Boston and Maine Railroad den Betrieb, nachdem sie die Eastern gepachtet hatte. Sie verlängerte die Strecke im September 1887 um 900 Meter bis nach South Essex. Der Endbahnhof wurde Conomo genannt, obwohl die Siedlung Conomo Point an der Essex Bay etwa drei Kilometer weiter östlich liegt. Auf der Strecke wurden neben Fahrgästen vor allem Holz zur Belieferung der Schiffswerft sowie im Winter Eis, das am Chebacco Lake gewonnen wurde, transportiert.
1926 beantragte die Boston&Maine die Stilllegung der Strecke. Proteste der ansässigen Industrie, vor allem der Schiffswerft, führten jedoch dazu, dass die Interstate Commerce Commission den Antrag ablehnte und nur die Stilllegung des Abschnitts vom Bahnhof Essex nach Conomo genehmigte, die 1927 vollzogen wurde. Der Güterverkehr ging nach der Weltwirtschaftskrise jedoch immer weiter zurück, sodass im August 1942 die Bahngesellschaft erneut die Stilllegung beantragte, nun mit der Begründung, dass die Schienen für die Rüstungsindustrie gebraucht würden. Dem Antrag wurde im November stattgegeben und noch im gleichen Monat legte die Bahngesellschaft die bis zuletzt auch im Personenverkehr betriebene Strecke still und baute sie ab. 

## Streckenbeschreibung
Die Strecke zweigt im mittlerweile zum einfachen Haltepunkt zurückgebauten Bahnhof Hamilton-Wenham (auch Hamilton and Wenham) aus der Hauptstrecke von Boston ab und führt zunächst durch das Stadtgebiet von Hamilton in Richtung Nordosten. In Höhe der Bridge Street befand sich der erste Haltepunkt Miles River. Hier vollführt die Trasse eine Kurve und verläuft nun parallel zur Bridge Street bis in Höhe Woodbury Street, wo sich der nächste Haltepunkt befand. Ab hier führt die Strecke weiter ostwärts, um kurz vor dem Chebacco Lake nach Norden abzubiegen. Sie berührt die Nordwestecke des Sees und verläuft dann nördlich des Sees ostwärts weiter, nun bereits im Stadtgebiet von Essex. Hier befand sich der Haltepunkt Centennial Grove, wo 1876 ein Sport- und Picknickplatz eröffnet worden war, der am Wochenende für zusätzliche Fahrgäste sorgte. Auf der ehemaligen Bahntrasse liegt hier heute die Nebenstraße Harry Homans Drive. Das Trassee verläuft nun weiter in nordöstlicher Richtung parallel zur Western Avenue und Martin Street bis zum Zentrum von Essex. Der Bahnhof, der von 1872 bis 1887 und von 1927 bis 1942 als Endbahnhof der Strecke diente, befand sich in Höhe des Shepard Drive. Die nur 40 Jahre lang betriebene Verlängerung nach Conomo führte in südöstliche Richtung geradlinig bis zum Endbahnhof an der Southern Avenue, auf der eine Überlandstraßenbahn der Bay State Street Railway die Weiterfahrt nach Gloucester ermöglichte. Die Trasse ist weitgehend erhalten, lediglich einige Abschnitte in Essex Falls und östlich von Hamilton-Wenham sind überbaut. Das einzige bedeutende Kunstbauwerk der Trasse war die Brücke über den Essex River zwischen Essex und Conomo.

## Personenverkehr
Im Sommer 1881 genügten drei tägliche Zugpaare von Hamilton&Wenham nach Essex und zurück, um dem Beförderungsaufkommen gerecht zu werden. Die Züge hatten Anschluss an Personenzüge auf der Hauptstrecke in Richtung Boston. Unter der Betriebsführung der Boston&Maine wurde zwar der Sonntagsverkehr eingestellt, jedoch ein viertes Zugpaar hinzugefügt, das spätestens 1900 wieder weggefallen war. Anfang der 1920er Jahre wurde ein weiteres Zugpaar gestrichen, sodass vor der Stilllegung des Abschnitts Essex–Conomo nur noch zwei werktägliche Züge verkehrten. Jedoch fuhr nun samstags ein Zugpaar von und nach Boston durch. Ab 1932 verkehrte nur noch ein Zugpaar montags bis freitags sowie zwei an Samstagen, was bis zur Stilllegung der Strecke beibehalten wurde.